# Gregor Hradetzky
Gregor Hradetzky (Krems an der Donau, 31 de enero de 1909-Bad Kleinkirchheim, 29 de diciembre de 1984) fue un deportista austríaco que compitió en piragüismo en la modalidad de aguas tranquilas.
Representó a Austria en los Juegos Olímpicos de Berlín 1936, obteniendo dos medallas de oro. Ganó dos medallas de oro en el Campeonato Europeo de Piragüismo en los años 1933 y 1934. 
Tras la anexión de Austria por Alemania en 1938, Gregor compitió bajo la bandera de Alemania en el Campeonato Mundial de Piragüismo de 1938, consiguiendo la medalla de bronce en la prueba de K1 1000 m.

## Palmarés internacional
| Representando a Austria  |                        |                   |                      |
| Juegos Olímpicos         |                        |                   |                      |
| Año                      | Lugar                  | Medalla           | Evento               |
| 1936                     | Berlín ( Alemania)     | Medalla de oro    | K1 1000 m            |
| 1936                     | Berlín ( Alemania)     | Medalla de oro    | K1 plegable 10 000 m |
| Campeonato Europeo       |                        |                   |                      |
| Año                      | Lugar                  | Medalla           | Evento               |
| 1933                     | Praga (Checoslovaquia) | Medalla de oro    | K1 plegable 10 000 m |
| 1934                     | Copenhague (Dinamarca) | Medalla de oro    | K1 plegable 10 000 m |
| Representando a Alemania |                        |                   |                      |
| Campeonato Mundial       |                        |                   |                      |
| Año                      | Lugar                  | Medalla           | Evento               |
| 1938                     | Vaxholm (Suecia)       | Medalla de bronce | K1 1000 m            |